# Ясная Поляна (Вязовское сельское поселение)
Ясная Поляна — хутор в Прохоровском районе Белгородской области. Входит в состав Вязовского сельского поселения.

## География
Находится в северной части Белгородской области, в лесостепной зоне, в пределах юго-западного склона Среднерусской возвышенности, к северу от автодороги 14Н-296, на расстоянии примерно 26 километров (по прямой) к северо-востоку от Прохоровки, административного центра района. Абсолютная высота — 237 метров над уровнем моря.

### Климат
Климат характеризуется как умеренно континентальный, с относительно мягкой зимой и тёплым продолжительным летом. Среднегодовая температура воздуха — 5,4 °C. Средняя температура воздуха самого холодного месяца (января) — −9,2 °C; самого тёплого месяца (июля) — 16,4 — 24,3 °C. Безморозный период длится в среднем 155—160 дней. Годовое количество атмосферных осадков — 527—595 мм, из которых большая часть выпадает в тёплый период.

### Часовой пояс
Хутор Ясная Поляна как и вся Белгородская область, находится в часовой зоне МСК (московское время). Смещение применяемого времени относительно UTC составляет +3:00.

## История
В 7 км от села Вязовое находится Ясная Поляна. Село, во времена основания хутор, образовалось путем переселения части жителей из Вязового. Этому способствовало наличие плодородных почв под сельское хозяйство, обширных пастбищ для животноводства, наличие водоема - в пруду водилось много рыбы, родников с питьевой водой. Излишки выращенных, собранных и сделанных продуктов жители отвозили для продажи в торговые ряды села Вязовое. Там же располагалась ближайшая земская школа.  
После революции 1917 года началась коллективизация, зажиточные крестьяне были раскулачены и высланы.  
1929 год - был образован первый колхоз “Ясная Поляна”.   
Техники в колхозе еще не было, землю приходилось обрабатывать старыми методами, с помощью лошадей и волов.  
В 1930- е годы появились первая сельскохозяйственная техника.  
Великая Отечественная война пришла в Ясную Поляну 5 июля 1942 года. Хутор был освобожден только 2 февраля 1943 года.  
Согласным данным на 1998 год в хуторе осталось 9 дворов, проживало 15 жителей.  

## Население
| 2002 | 2010 |
| ---- | ---- |
| 10   | ↘8   |

### Половой состав
По данным Всероссийской переписи населения 2010 года в гендерной структуре населения мужчины составляли 62,5 %, женщины — соответственно 37,5 %.

### Национальный состав
Согласно результатам переписи 2002 года, в национальной структуре населения русские составляли 100 %.